# Carmenta

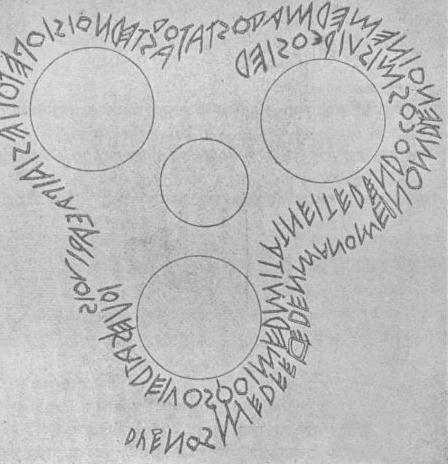
La inscripción Duenos, datada en el, muestra las más antiguas formas conocidas del alfabeto del latín antiguo.

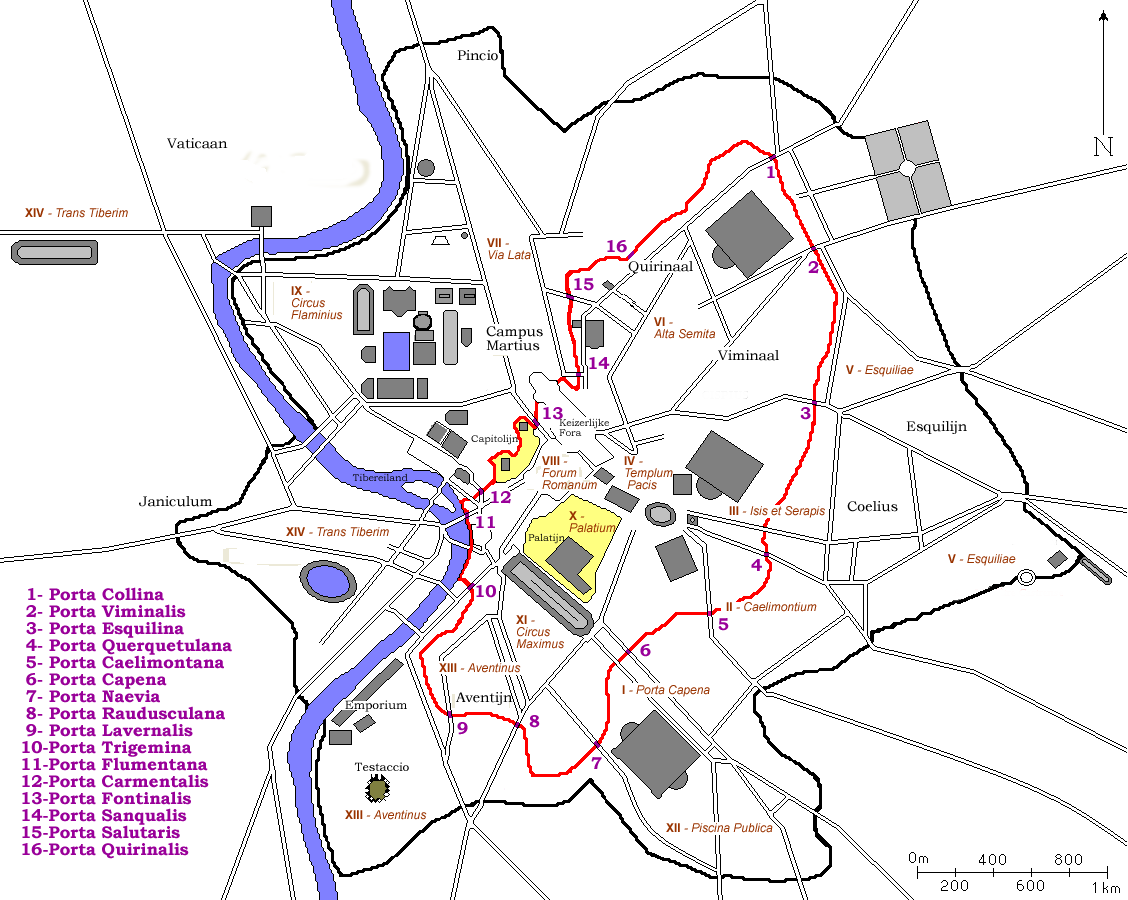
Porta Carmentalis # 12.

En la mitología romana Carmenta,  o también Carmentis,  era una diosa profetisa, inventora del alfabeto e invocada durante los partos.  Aparece en una leyenda alternativa sobre la fundación de Roma; en esta versión la urbe tiene un origen arcadio a través de Evandro, hijo de Carmenta. Pausanias dice que Evandro era hijo de Hermes y de una ninfa hija del Ladón.
Carmenta era en un principio una ninfa  de Arcadia cuyo nombre antiguo, griego, variaba entre Nicóstrata  o Temis  (también Telpusa o Timandra).  En Roma le dieron el nombre de Carmenta debido a que poseía el don profético (de carmen, «recitación, canto mágico», que originó encanto).
Plutarco nos resume las tres variantes sobre Carmenta que se han solapado en el mismo personaje: una Moira con potestad sobre el nacimiento, la esposa del arcadio Evandro y una mujer poseída por el delirio de la inspiración divina.

## Culto en Roma
En Roma había un altar erigido a Carmenta bajo el llamado Capitolio, junto a la puerta Carmental.  El líder de su culto era el flamen Carmentalis, uno de los flamines menores.  La ley no permite llevar pieles a su santuario para que esas pieles muertas no corrompan el fuego puro.  Su festival, llamado las Carmentales, era celebrado en enero.
Algunos historiadores romanos consideran que Carmenta era invocada en plural, como las Carmentes (cf. Camenas),  y con los nombres de tres hermanas: Carmenta, Pórrima y Postuersa.  O bien durante el parto se rezaba para invocar a las Carmentes y que estas presidieran el alumbramiento, según las dos posiciones posibles del niño que ha de nacer.  En otra versión a Carmentis se la refiere como la sibila cimeria.  Y otros, siguiendo esta línea, dicen que Carmenta es una de las Parcas.

## Mitología

### Higino
Se dice que Mercurio fue el primero que llevó ciertas letras griegas (Ω, Ε, Ζ, Φ, Π y Ψ) a Egipto. De Egipto Cadmo las trasladó a Grecia, y Evandro —prófugo de Arcadia— las pasó a Italia. Su madre Carmenta las modificó en quince letras latinas. Apolo añadió las demás con su cítara.

### Dionisio de Halicarnaso
No mucho tiempo después, otra expedición griega desembarcó en otra expedición de Italia, aproximadamente sesenta años antes de la guerra de Troya, como dicen los mismos romanos, y emigraron de Palancio, una ciudad de Arcadia. Dirigía la colonia Evandro, que se decía era hijo de Hermes y de una ninfa local de la Arcadia, a la que los griegos llaman Temis y dicen que estaba inspirada por la divinidad; pero los escritores de la historia antigua de Roma le dan, en lengua nativa, el nombre de Carmenta. En griego, el nombre de la ninfa sería Thespiodós («cantora profética»); pues los romanos llaman carmina a los cantos y reconocen que esta mujer, poseída por un aliento divino, a través del canto predecía a la gente lo que iba a ocurrir.

### Ovidio
De Arcadia era Evandro, que era más renombrado por la sangre de su sagrada madre. Carmentis había pronosticado que eran inminentes perturbaciones para sí y para su hijo, y otros muchos acontecimientos más, que con el tiempo se hicieron realidad. Evandro, con el ánimo fortalecido por las palabras de su madre, surca en nave las olas y arriba a Hesperia. Y ya había metido el navío en según el consejo de la sabia Carmentis. Ella miraba el costado del río que bordeaba Tarento. Evandro, junto con otros seguidores, fundaron la ciudad de Pallantium (Palanteo), que más tarde fue uno de los lugares que dieron origen a Roma.

### Plutarco
Se supone que las madres levantaron originariamente el templo de Carmenta y ahora le rinden culto de manera muy especial. Una leyenda cuenta que el senado prohibió a las mujeres usar carruajes tirados por un par de animales uncidos. En consecuencia, acordaron entre ellas no concebir, ni parir y apartarse de sus maridos hasta que estos cambiaran de opinión y condescendieran ante ellas. Cuando tuvieron hijos, como madres de una noble y numerosa prole, fundaron el templo de Carmenta. Otros piensan que Carmenta era una Parca y por esto las madres le ofrecían sacrificios. El significado de su nombre es «carente de mente» (carens mente) a causa de sus arrebatos divinos. De aqui que no dieran los carmina nombre a Carmenta, sino más bien que se los denominara así por esta, ya que cuando estaba poseída por la divinidad cantaba los oráculos en verso y metro.

### Estrabón
Existe una versión diferente, más antigua y de carácter mítico, que dice que Roma fue una colonia arcadia fundada por Evandro. Heracles fue acogido como huésped suyo cuando se llevó las vacas de Gerión. Cuando Evandro supo de su madre Nicóstrata (pues ésta era experta en el arte de la adivinación) que Heracles estaba destinado a convertirse en dios una vez hubiera dado cumplimiento a sus trabajos, le hizo saber a Heracles esta predicción. Los romanos, incluso, adoran a la madre de Evandro.